# Deuteros: The Next Millennium
Deuteros: The Next Millennium è un videogioco strategico del 1991, seguito di Millennium 2.2, pubblicato da Activision per Amiga e Atari ST. Deuteros è stato concepito e scritto da Ian Bird, la grafica realizzata da Jai Redman e le musiche da Matt Bates e Martin Walker, rispettivamente per Amiga e Atari ST.

## Trama
In Millennium 2.2 l'umanità è confinata su una base lunare perché la Terra è divenuta inabitabile a causa di un meteorite. Pian piano inizia la colonizzazione dei satelliti dei pianeti del sistema solare, con le colonie che mutano geneticamente a seconda dell'ambiente che trovano su questi satelliti. La prima colonia, quella marziana, diventa aggressiva ed inizia ad attaccare la colonia lunare e le altre colonie. Sconfitti i Marziani, l'umanità fonda una colonia su Marte e qui trova un dispositivo di terraformazione, con il quale rendono nuovamente abitabile il pianeta Terra, su cui tornano a vivere. Col tempo, le altre colonie iniziano a dichiarare la propria indipendenza, mentre le varie razze iniziano a farsi la guerra a vicenda. Alla fine i Metanoidi riusciranno ad imporsi su tutti gli altri popoli.
Deuteros è ambientato circa mille anni dopo quelle vicende. I Metanoidi hanno conquistato la galassia ed hanno colpito anche la Terra: la popolazione inizia una fase di decadenza che la porta a dimenticare la colonia lunare ed il periodo della colonizzazione nonché anche il modo di viaggiare fra le stelle. La popolazione terrestre è allo stremo. Viene perciò dato vita ad un progetto per riportare l'Umanità fra le stelle: 6.000 persone si ritirano in un luogo segreto denominato "Earth City" ed iniziano l'addestramento e la ricerca delle tecnologie necessarie alla costruzione di navi capaci di lasciare non solo la superficie del pianeta ma la Terra stessa, per tornare fra le stelle. Durante l'espansione, i Terrestri incontrano nuovamente i Metanoidi.

## Modalità di gioco
Anche se il gioco condivide con il predecessore i temi dell'esplorazione spaziale e della raccolta di risorse e persino alcuni elementi dell'interfaccia, i due sono differenti nel gameplay. Scopo di Deuteros è garantire la sopravvivenza della razza umana, scopo che inizialmente viene perseguito attraverso la ricerca scientifica, l'esplorazione spaziale e la raccolta e la gestione delle risorse.
Per questi compiti il giocatore deve formare tre tipi diversi di cittadini: Scienziati, Tecnici e Soldati, prelavandoli dai 6.000 uomini a disposizione. Il livello di esperienza cresce man mano che essi vengono impiegati nei ruoli di pertinenza: i livelli sono un punto cruciale perché ci sono ricerche o costruzioni che necessitano di un livello minimo del personale. Col progredire del gioco si possono costruire nuove basi su altri pianeti e il raggiungimento di questi obiettivi innesca nuove scoperte scientifiche ed eventi vari. Ad esempio, se sulla Terra si riescono a costruire solo piccole navi, arrivati nello spazio e costruita una stazione spaziale si riuscirà a costruire veicoli più grandi capaci di spostamenti più lunghi.
Inizialmente il giocatore ha le risorse della Terra con le quali costruire shuttle e fabbriche orbitali. La prima fabbrica permetterà di sviluppare la tecnologia per costruire le IOS (Interplanetary Operation Spacecraft) con le quali costruire le fabbriche orbitali attorno a lune e pianeti del sistema solare. Successivamente sarà possibile usare le IOS per altri compiti come prendere piccoli asteroidi e altri oggetti sparsi qua e là nello spazio, trasportare risorse, riparare installazioni o agganciare grandi asteroidi e usarli come miniere.
Durante l'esplorazione del sistema solare il giocatore si imbatte in una stazione spaziale con il sistema di approdo compatibile con le navi terrestri. Atterrati sulla stazione il giocatore incontra i Metanoidi. Questi inizialmente sono amichevoli e allacciano rapporti economici e di scambio con i Terrestri ma ben presto si dimostrano ostili. Durante lo svolgimento del gioco il giocatore deve perciò bilanciare bene lo sviluppo delle risorse e fare avanzare di pari passo l'esplorazione e la raccolta delle risorse con l'allenamento dei Marines, che nel seguito del gioco diverranno indispensabili.
Lo scopo finale del gioco è quello di sconfiggere i Metanoidi, espugnando otto sistemi stellari che governano. Quando tutte le colonie metanoidi di un sistema sono state eliminate, si scopre un artefatto che aggiunge nuove tecnologie permettendo così di passare al sistema successivo. Dopo aver collezionato gli otto artefatti, il giocatore vince il gioco.
Ci sono alcune variazioni sul tema come la ribellione di alcuni equipaggi di SGS e la loro trasformazione in pirati, da qui la creazione di prigioni e di altre invenzioni per fare fronte agli eventi inattesi.